# 京阪ホテルズ&リゾーツ
京阪ホテルズ&リゾーツ株式会社（けいはんホテルズアンドリゾーツ）は、京都府京都市下京区に本社を置く、京阪ホールディングス傘下のホテル運営会社。

## 概要
京阪ホールディングスの連結子会社であり、ホテル京阪とともに京阪グループのホテル事業を担っている。
2016年（平成28年）10月1日に、京都タワー株式会社が、株式会社琵琶湖ホテル及び株式会社京都センチュリーホテルを吸収合併し、現商号に変更した。 
京都タワー（タワービル、ビル内の「京都タワーホテル」の運営含む）、ザ・サウザンド キョウト、京都タワーホテルアネックス（旧・京都第3タワーホテル）、京都センチュリーホテル、琵琶湖ホテルの運営を行うほか、ホテル京阪ユニバーサル・タワー内のレストラン・宴会場の営業を受託している。

## 運営施設

### ホテル
- ザ・サウザンド キョウト（旧・京都第2タワーホテルの跡地に建設）
- 京都センチュリーホテル
- 琵琶湖ホテル
- 京都タワーホテル
- 京都タワーホテルアネックス（旧・京都第3タワーホテル）

### その他
- ニデック京都タワー（京都タワービル（ホテル、タワー展望、賃室、貸店舗等））

### 過去に運営していた施設
- 京都第2タワーホテル（建て替えにより、ザ・サウザンド キョウトとしてオープン）

### ギャラリー

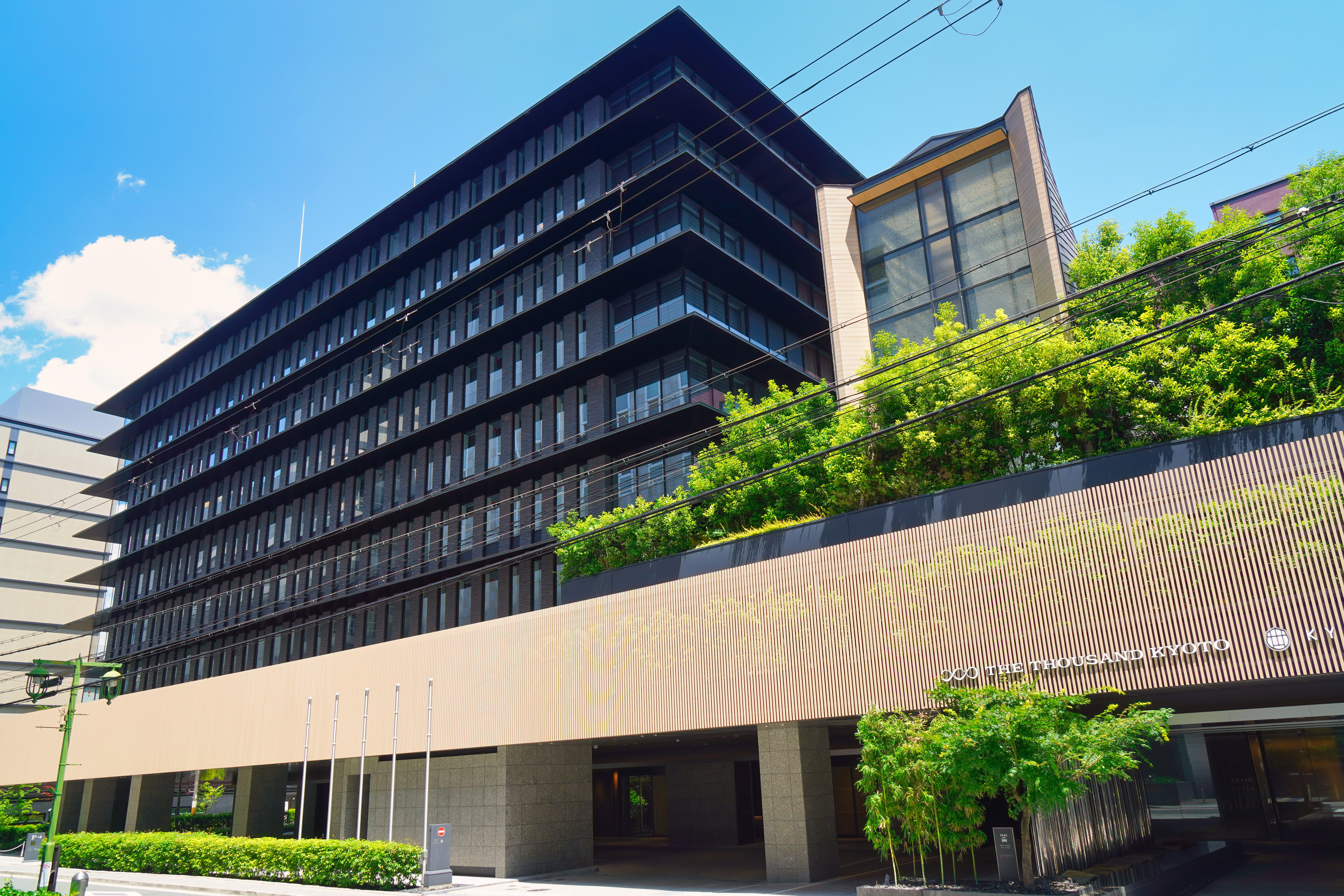
ザ・サウザンド キョウト
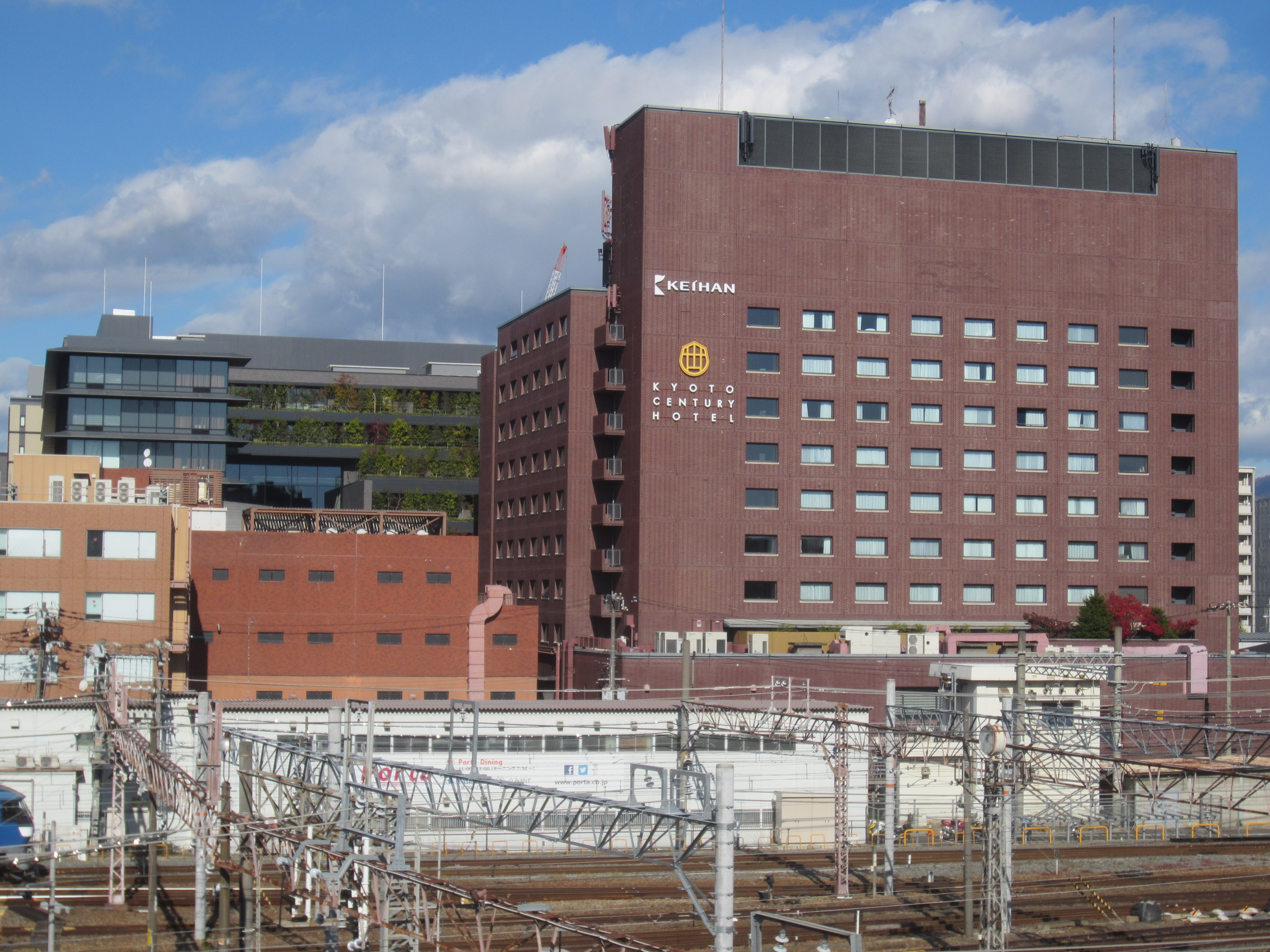
京都センチュリーホテル
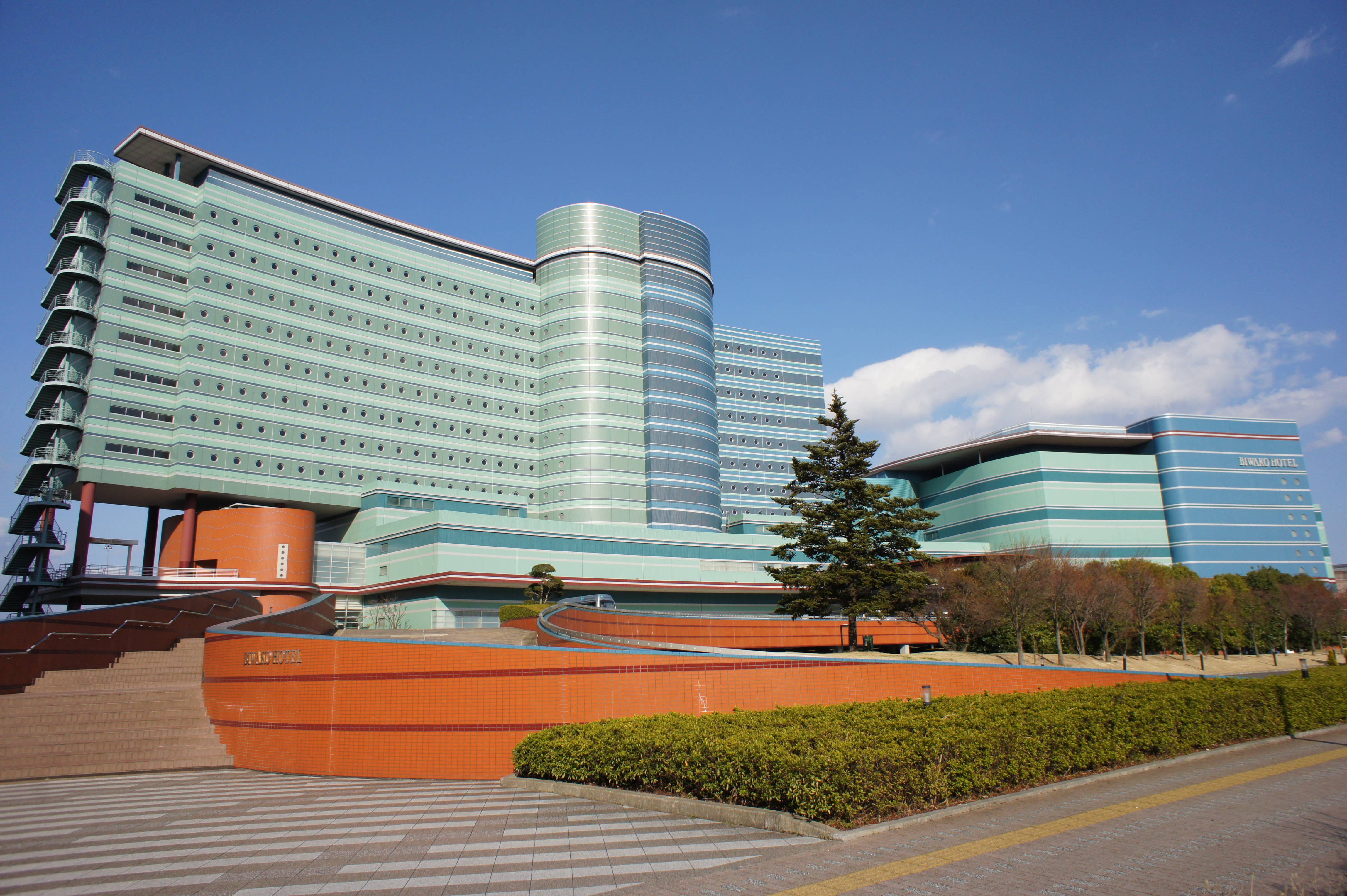
琵琶湖ホテル
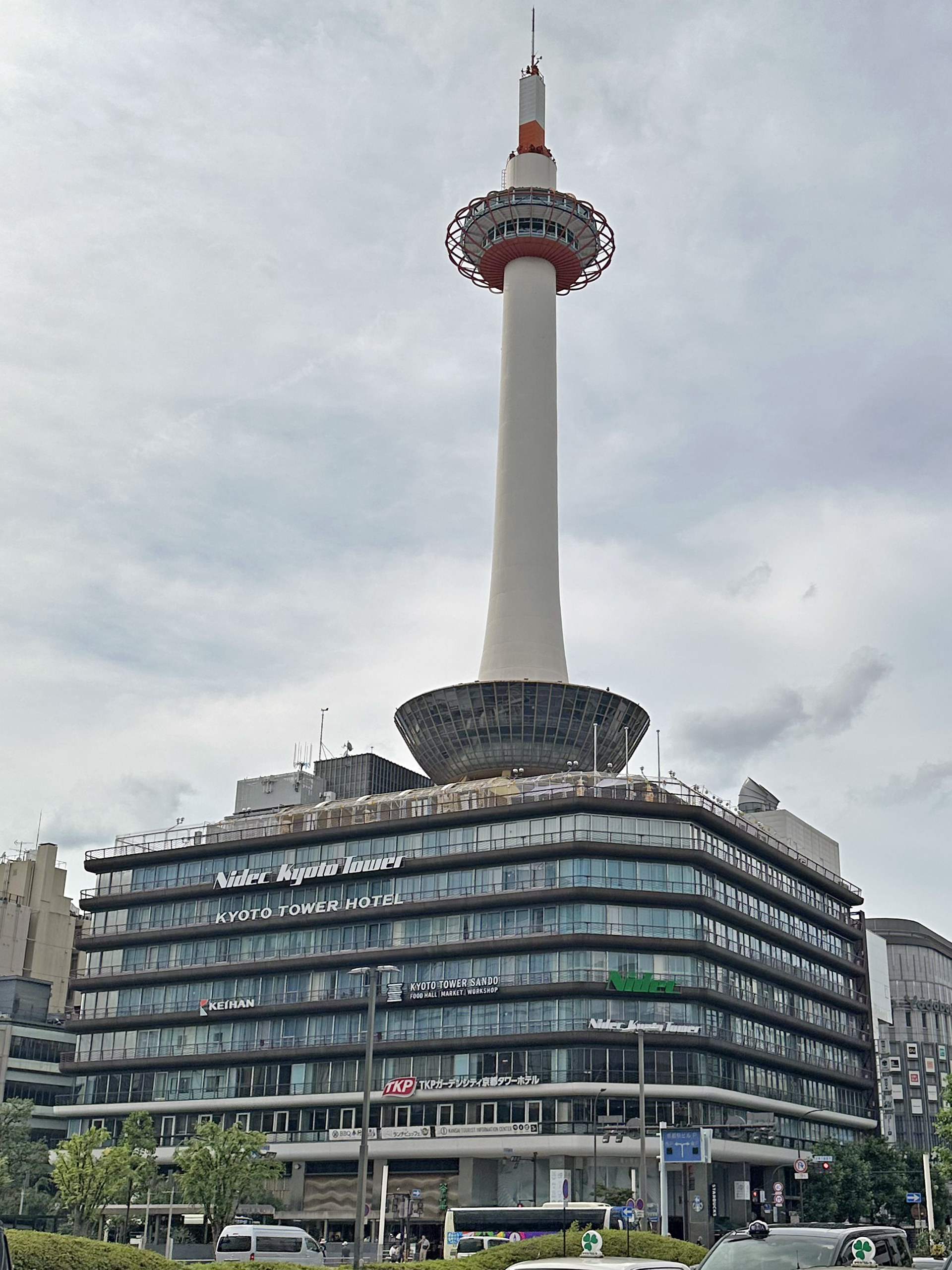
京都タワー

## 沿革

### 京都タワー株式会社
- 1959年（昭和34年）6月1日 - 会社設立。
- 1964年（昭和39年） - 京都タワー開業。
- 2007年（平成19年）8月30日 - 主要株主であった近鉄百貨店（同年2月までタワーに隣接して京都店が立地）が、株式を京阪電気鉄道に売却[2]。
- 2016年（平成28年）1月12日 - 京都第2タワーホテルが同日のチェックアウトをもって閉館[3]。

### 京阪ホテルズ&リゾーツ株式会社
- 2016年（平成28年）10月1日 - 京都タワー株式会社が、株式会社琵琶湖ホテル及び株式会社京都センチュリーホテルを吸収合併し、京阪ホテルズ&リゾーツ株式会社に商号変更[1]。
- 2017年（平成29年）12月 - 新業態の「CAFETEL」を展開する京阪ステイズ株式会社を株式会社ホテル京阪と折半出資で設立。
- 2019年（平成31年）1月29日 - フラッグシップホテルとしてザ・サウザンド キョウトを開業[4]。